# Perkutan
Das Eigenschaftswort perkutan (älter auch percutan, aus lateinisch per für ‚durch‘ und cutis für ‚Haut‘; sinngemäß ‚durch die [gesunde, also unverletzte] Haut hindurch‘) ist ein medizinisches Fachwort, welches auf eine Verabreichungsart von Stoffen bzw. das Einsetzen von Materialien über oder durch die Haut hinweist.
Medikamente, Schadstoffe und Chemikalien können zum Teil nach Auftragen auf die Haut (kutane Applikation) perkutan in den Körper gelangen, ohne dass dazu die Haut verletzt wird, zum Beispiel in Form von Salben oder speziellen Pflastern. In diesen Fällen werden synonym die Bezeichnungen transdermal oder transkutan (transcutan) verwendet. Manche Gifte und viele Chemikalien (beispielsweise Mercaptoethanol und Acetonitril) führen zu Schädigungen durch perkutane Resorption. 
Bei einigen medizinischen perkutanen (bzw. transkutanen) Eingriffen dagegen wird die Haut durchstoßen, zum Beispiel beim Einsetzen von Kanülen und Kathetern zur Drainage oder zur Infusion. Bei der perkutanen endoskopischen Gastrostomie (PEG) wird zum Beispiel eine Sonde über Speiseröhre und Magen durch einen Hautschnitt in der Bauchdecke nach außen geführt.
Krankheitserreger oder Parasiten wie Spulwürmer können durch die Haut eindringen, was zu einer perkutanen Infektion führen kann.